# Urla
Urla é uma cidade e distrito do oeste da Turquia, na província (em turco: iller) de Esmirna e na região (bölge) do Egeu (Ege Bölgesi), com 727 km² de área e em dezembro de 2021 tinha 72 741 habitantes (densidade: 100,1 hab./km²). Seu nome é derivado do grego Βουρλά (romaniz.: Vourla) que significa pântano.
A cidade está localizada no meio do istmo de uma pequena península que se projeta para o norte no golfo de Esmirna. Sua área urbana  se estende para leste e cobre uma ampla região que também inclui uma grande parte da península.  No mesmo local erguia-se Clazômenas, uma pólis portuária da Grécia antiga, cujas ruínas são atualmente muito visitadas.